# Station Blansko
Železniční stanice Blansko (Nederlands: Station Blansko, Duits vroeger: Blanz) is een station in de Tsjechische stad Blansko. Het station ligt aan de spoorlijn 260 (die van Brno, via Svitavy, naar Česká Třebová loopt). Het station is onder beheer van de SŽDC en wordt bediend door RegioJet en stop- en sneltreinen van de České Dráhy. In de stad Blansko ligt naast het station Blansko ook nog de spoorweghaltes Blansko město en Dolní Lhota.